# Javier Fernández Hernández (futbolista)
Javier Fernández Hernández (Cartagena, 3 de agosto de 1997), conocido como Javi Fernández, es un futbolista español. Juega en la posición de defensa central en el Real Balompédica Linense de la Segunda División RFEF.

## Trayectoria
Es de Cartagena y se crio en el polígono de Santa Ana. Allí empezó a jugar al fútbol y después pasó por el Cartagena y el Ciudad Jardín EF y de ahí a la cantera del Elche. En 2016 ficha por el equipo filial del UCAM Murcia compitiendo en el grupo murciano de la Tercera División. En la temporada siguiente, asciende con 20 años recién cumplidos al primer equipo jugando 12 encuentros en el equipo que compite en la Segunda B esa temporada. En la siguiente se hace con un puesto fijo en la defensa murciana alcanzando la cifra de 35 encuentros jugados. En marzo de 2019, el Real Oviedo lo incorpora en su plantilla para la temporada 2019-20 consiguiendo entrar en el fútbol profesional con un contrato por tres años, haciéndose efectivo el fichaje el 2 de julio de 2019.
El 31 de enero de 2020 sale cedido al Villarreal B hasta final de temporada.
El 20 de septiembre de 2020, rescinde su contrato con el Real Oviedo pese a quedarle dos temporadas aún y firma por el San Fernando Club Deportivo de la Segunda División B por tres temporadas. En las filas del conjunto andaluz, sufriría una lesión de rodilla que le tendría apartado mucho tiempo de los terrenos de juego.
El 2 de agosto de 2022, firma por el FC Cartagena "B" de la Segunda División RFEF.
En la temporada 2023-24, firma por la Real Balompédica Linense de la Segunda División RFEF.

## Estadísticas
Actualizado a 2 de julio de 2019
| UCAM Murcia · España                   | 3.ª        | 2016/17    | 25 | 1 | 0 | 0 | 0 | 0 | 25 | 1 |
| UCAM Murcia · España                   | 2ªB        | 2017/18    | 12 | 0 | 0 | 0 | 0 | 0 | 12 | 0 |
| UCAM Murcia · España                   | 2ªB        | 2018/19    | 35 | 3 | 1 | 0 | 0 | 0 | 36 | 3 |
| UCAM Murcia · España                   | Total club | Total club | 72 | 4 | 1 | 0 | 0 | 0 | 73 | 4 |
| Real Oviedo · España                   | 2.ª        | 2019/20    | 4  | 0 | 0 | 0 | 0 | 0 | 4  | 0 |
| Real Oviedo · España                   | Total club | Total club | 4  | 0 | 0 | 0 | 0 | 0 | 4  | 0 |
| Villarreal Club de Fútbol "B" · España | 2ª B       | 2020       | 0  | 0 | 0 | 0 | 0 | 0 | 0  | 0 |
| Villarreal Club de Fútbol "B" · España | Total club | Total club | 0  | 0 | 0 | 0 | 0 | 0 | 0  | 0 |
| San Fernando Club Deportivo · España   | 2ª B       | 2020/2022  | 0  | 0 | 0 | 0 | 0 | 0 | 0  | 0 |
| San Fernando Club Deportivo · España   | Total club | Total club | 0  | 0 | 0 | 0 | 0 | 0 | 0  | 0 |
| FC Cartagena B · España                | 2ª RFEF    | 2022/2023  | 0  | 0 | 0 | 0 | 0 | 0 | 0  | 0 |
| FC Cartagena B · España                | Total club | Total club | 0  | 0 | 0 | 0 | 0 | 0 | 0  | 0 |
| RB Linense · España                    | 2ª RFEF    | 2023/Act.  | 0  | 0 | 0 | 0 | 0 | 0 | 0  | 0 |
| RB Linense · España                    | Total club | Total club | 0  | 0 | 0 | 0 | 0 | 0 | 0  | 0 |
| Total                                  | Total      | Total      | 76 | 4 | 1 | 0 | 0 | 0 | 77 | 4 |
| (1) Incluye datos de Copa del Rey.     |            |            |    |   |   |   |   |   |    |   |